# 城山站
城山站（朝鲜语：／ Sŏngsan yŏk */?）是位于朝鮮民主主義人民共和國江原道洗浦郡的一個鐵路車站，属于江原线。

## 邻近车站
洗浦青年站 - 城山站 - 剑拂浪站